# Пик Перье
Пик Перье́ (норв. Perriertoppen) — вторая по высоте горная вершина в архипелаге Шпицберген (Норвегия).
Пик Перье располагается в северо-восточной части острова Западный Шпицберген, в 22 км северо-западнее пика Ньютона. Высота вершины достигает 1712 м.